# Kotaro Fujiwara
Kotaro Fujiwara (født 17. april 1990) er en japansk fodboldspiller, som spiller for den japanske fodboldklub Tochigi SC.